# Liangjiazhai
Liangjiazhai (kinesiska: 梁家寨, 梁家寨乡) är en socken i Kina. Den ligger i provinsen Shanxi, i den norra delen av landet, omkring 99 kilometer nordost om provinshuvudstaden Taiyuan. Antalet invånare är 9 345. Befolkningen består av 4 502 kvinnor och 4 843 män. Barn under 15 år utgör 17,0 %, vuxna 15-64 år 70 %, och äldre över 65 år 11,0 %.
Genomsnittlig årsnederbörd är 699 millimeter. Den regnigaste månaden är juli, med i genomsnitt 203 mm nederbörd, och den torraste är december, med 4 mm nederbörd.